# گرفناو، بایرن
شهر گرفناو، بایرندر ایالت بایرن در کشور آلمان واقع شده‌است.